# Миллер, Сиенна
Сиенна Роуз Диана Миллер (англ. Sienna Rose Diana Miller; род. 28 декабря 1981, Нью-Йорк) — британо-американская актриса и фотомодель.

## Биография
Сиенна Миллер родилась 28 декабря 1981 года в Нью-Йорке. Затем семья переехала в Лондон. Отец актрисы, Эдвард Миллер, банкир, а мать, Джозефин, модель родом из ЮАР. У Сиенны также есть родная сестра Саванна (род. 1978), два единокровных брата Чарльз и Стивен, а также сводный брат Тэннер.
Когда Сиенне было 6 лет, её родители развелись. Её мать работала секретарём у Дэвида Боуи и руководила актёрской школой Ли Страсберга в Лондоне; отец Эд, бывший банкир, а теперь торговец произведениями искусства, снова женился, на этот раз на гуру дизайна интерьеров Келли Хоппен, и снова развёлся. После развода Сиенна вместе с мамой переехала в Англию, где училась в пансионе для девочек в городе Эскот, графство Беркшир. В 18 лет переехала обратно в Нью-Йорк, где в течение года посещала актёрскую студию Ли Страсберга.

## Карьера

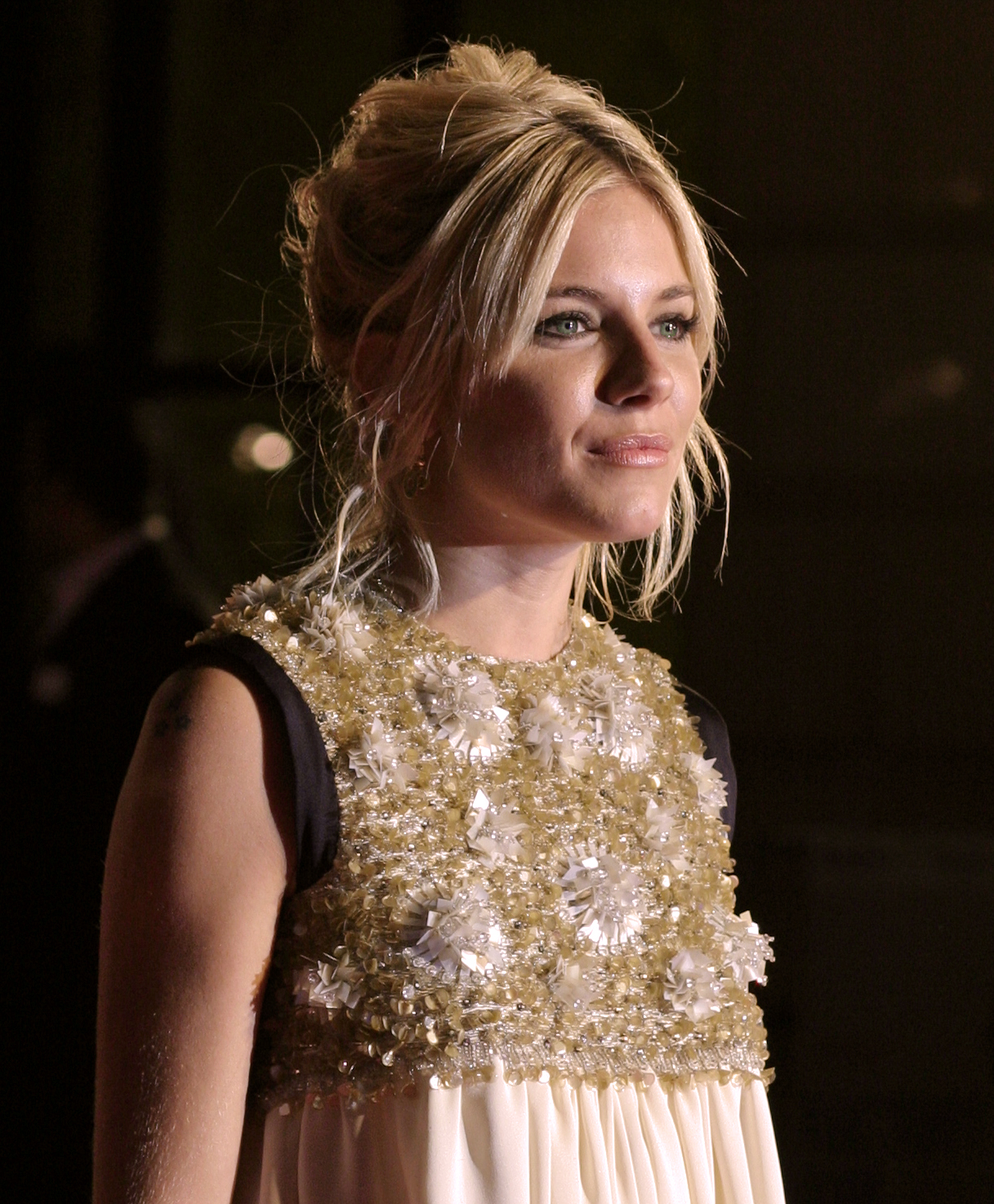
Миллер на лондонской премьере фильма «Я соблазнила Энди Уорхола», 2007 год

Дебютом на экране для Миллер стала роль в романтической комедии «Южный Кенсингтон», вышедшей в 2001 году. В 2002 году она сыграла роли второго плана в фильме «Высокая скорость». Затем она получила постоянную роль в телевизионном драматическом сериале «Кин Эдди».

2004 год стал поворотным моментом в карьере Миллер, популярность ей принесли роли в таких фильмах, как «Слоёный торт» и «Красавчик Алфи, или Чего хотят мужчины», а также отношения с актером, Джудом Лоу. Благодаря таблоидам она стала известна как новая it-girl. О своем новом статусе Миллер сказала: 
Честно говоря, я не очень рада такой популярности. Она заставляет меня чувствовать себя неловко, так как она появилась не благодаря моим ролям, а из-за пристального внимания СМИ к моей личной жизни.
В 2005 году на экраны выходит картина «Казанова», в которой Сиенна сыграла главную роль. Фильм собрал 37,6 миллиона долларов в прокате, а журнал Entertainment Weekly написал положительный отзыв на него. 
В этом же году она также дебютировала в Вест-Энде в возрождении постановки «Как вам это нравится» в театре Уиндхэмс. Ее выступление получило теплые отзывы критиков. 
В 2006 году Миллер сыграла роль светской львицы 1960-х годов и музы Энди Уорхола, Эди Седжвик в биографической драме «Я соблазнила Энди Уорхола». В 2007 году она сыграла роль возлюбленной главного героя в экранизации Мэтью Вона «Звездная пыль» и роль старлетки в драме «Интервью». 
В 2008 году она сыграла главную роль в фильме «Тайны Питтсбурга». Премьера фильма состоялась на кинофестивале Сандэнс, он был выпущен ограниченным тиражом. В британской романтической драме «Запретная любовь» Миллер сыграла роль Кейтлин Макнамары, жены валлийского поэта Дилана Томаса. Эта роль принесла ей номинацию на премию британского независимого кино за лучшую женскую роль второго плана. В 2008 году она также озвучила цирковую лису в анимационном фильме «Маленький Вук» и сыграла роль Камиллы в романтической комедии «Медовый месяц Камиллы».

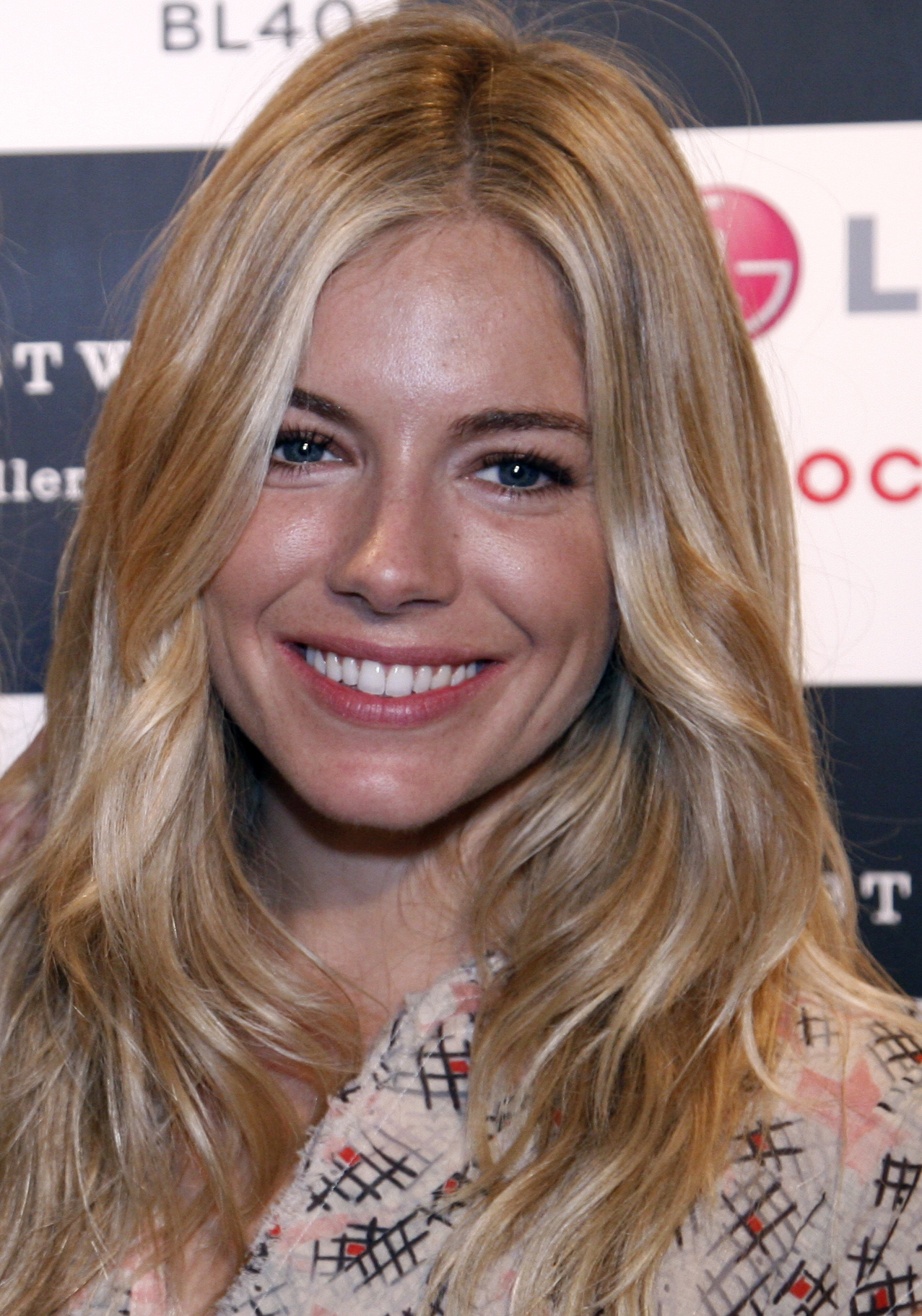
Миллер за кулисами шоу Twenty8Twelve в 2009 году

В 2009 году Миллер снялась в роли Баронессы в боевике «Бросок кобры». Фильм не был одобрен критиками, но тем не менее собрал 302,5 миллиона долларов США в прокате. Постепенно стремительная карьера Миллер начала угасать из-за ее дурной славы в таблоидах. Газеты критиковали ее неудачные роли. В итоге Сиенна решила взять перерыв в кино и вместо этого работать в театре. 

В 2012 году она сыграла Типпи Хедрен, музу режиссера Альфреда Хичкока в драме «Девушка». Готовясь к роли, Миллер  много общалась с самой Хедрен. Для воссоздания съемок были использованы живые птицы. Позже Миллер сказала в интервью: 
Я действительно пережила птичью атаку в течение двух часов. Конечно, это ничто по сравнению с тем, чему подвергалась Типпи Хедрен, но это было довольно ужасно. За кадром стояли люди с коробками птиц, бросавшие мне в лицо чаек и голубей.
 Миллер получила номинации на телевизионную премию BAFTA и премию Золотой глобус. В 2012 году она также сыграла светскую львицу в драме «Два валета», сестру учителя начальных классов в драме «Желтый» и домохозяйку, желающую принять участие в конкурсе танца живота в фильме «Совсем как женщина».
В 2014 году Сиенна сыграла Нэнси Шульц, жену убитого олимпийского чемпиона по борьбе Дейва Шульца, в фильме Беннетта Миллера «Охотник на лис», а также Таю Рене Кайл в фильме Клинта Иствуда «Снайпер». Последний стал самым кассовым военным фильмом всех времен. В 2015 году она сыграла роль проститутки в дорожной драме «Прогулка по Миссисипи», а также роль Шарлин в комедии «Между делом». В том же году вышли картины «Высотка» и «Шеф Адам Джонс» с участием Миллер. 
В 2016 году Миллер снялась в фильме «Затерянный город Z» режиссера Джеймса Грея. В криминальной драме Бена Аффлека «Закон ночи» она сыграла любовницу печально известного гангстера. В 2017 году Сиенна снялась в драме «Частная жизнь современной женщины», которая была показана вне конкурса на Венецианском международном кинофестивале.
В 2018 году она сыграла роль Эстеллы в военном фильме «Шпионская игра», а также в драме «Женщина в огне». В 2019 году Миллер сыграла роль детектива по борьбе с наркотиками в боевике «21 мост». В том же году она сыграла роль Бет в драме «Самый громкий голос».

## Личная жизнь
В 2007 году Сиенна призналась, что любит и часто употребляет галлюциногены, в частности галлюциногенные грибы.
В 2004 году во время кастинга для фильма «Красавчик Алфи, или Чего хотят мужчины» Сиенна познакомилась с британским актёром Джудом Лоу, через некоторое время они объявили о своей помолвке. Но в августе 2005 года они расстались после того, как стало известно, что Джуд изменил Сиенне с няней своих детей от первого брака.
Имела отношения с уэльским актёром Рисом Ивансом, но отвергла его предложение о замужестве. Пара распалась, так как по признанию Сиенны их отношения «никогда не были серьёзными… и она не готова к браку».
В 2008 году у Миллер был широко разрекламированный роман с женатым актёром Бальтазаром Гетти.
В ноябре 2009 года Сиенна возобновила отношения с Джудом. Однако в феврале 2011 года пара вновь рассталась.
В марте 2011 года Сиенна начала встречаться с актёром Томом Старриджем. В декабре 2011 пара обручилась. У пары есть дочь — Марлоу Оттолин Лэйнг Старридж (род.07.07.2012). Летом 2015 года Миллер и Старридж расстались.
С 2019 по 2020 годы актриса встречалась с галеристом Лукасом Цвирнером.
С  февраля 2022 года Сиенна состоит в отношениях с манекенщиком и актёром Оли Грином. В августе 2023 года стало известно, что пара ожидает рождения ребёнка, а недавно появилась информация о том, что актриса стала матерью во второй раз.

## Фильмография
| Год       |     | Русское название                       | Оригинальное название                 | Роль                                      |
| --------- | --- | -------------------------------------- | ------------------------------------- | ----------------------------------------- |
| 2001      | ф   | Южный Кенсингтон                       | South Kensington                      | Шэрон                                     |
| 2002      | ф   | Максимальная скорость                  | High Speed                            | Саванна                                   |
| 2002      | с   | Американское посольство                | The American Embassy                  | Бэйб                                      |
| 2002      | с   |                                        | Bedtime                               | Стейси                                    |
| 2003      | ф   |                                        | The Ride                              | Сара                                      |
| 2003—2004 | с   | Кин Эдди                               | Keen Eddie                            | Фиона Бикертон                            |
| 2004      | ф   | Слоёный торт                           | Layer Cake                            | Тэмми                                     |
| 2004      | ф   | Красавчик Алфи, или Чего хотят мужчины | Alfie                                 | Никки                                     |
| 2005      | ф   | Казанова                               | Casanova                              | Франческа Бруни                           |
| 2006      | ф   | Я соблазнила Энди Уорхола              | Factory Girl                          | Эди Седжвик                               |
| 2007      | ф   | Интервью                               | Interview                             | Катя                                      |
| 2007      | ф   | Звёздная пыль                          | Stardust                              | Виктория Форрестер                        |
| 2008      | ф   | Медовый месяц Камиллы                  | Camille                               | Камилла Фостер                            |
| 2008      | ф   | Тайны Питтсбурга                       | The Mysteries of Pittsburgh           | Джейн Беллвезер                           |
| 2008      | мф  |                                        | Kis Vuk                               | Дарси                                     |
| 2008      | ф   | Запретная любовь                       | The Edge of Love                      | Кейтлин Томас                             |
| 2008      | кор | Просмотр: Край любви                   | Looking Over: The Edge of Love        | Кейтлин Томас                             |
| 2009      | тф  |                                        | Comic Relief 2009                     | Софи                                      |
| 2009      | ф   | Бросок кобры                           | G.I. Joe: The Rise of Cobra           | Ана Льюис (баронесса Анастасия Де КоБрэй) |
| 2010      | ф   | Хиппи Хиппи Шейк                       | Hippie Hippie Shake                   | Луиза Ферье                               |
| 2012      | ф   | Два Джека                              | Two Jacks                             | Диана                                     |
| 2012      | ф   | Жёлтый                                 | Yellow                                | Ксанна                                    |
| 2012      | ф   | Совсем как женщина                     | Just Like a Woman                     | Мэрилин                                   |
| 2012      | ф   | Девушка                                | The Girl                              | Типпи Хедрен                              |
| 2012      | ф   | Мой Йорк                               | Nous York                             | телезвезда                                |
| 2013      | ф   | Дело в тебе                            | A Case of You                         | Сара                                      |
| 2014      | ф   | Охотник на лис                         | Foxcatcher                            | Нэнси Шульц                               |
| 2014      | ф   | Снайпер                                | American Sniper                       | Тая Рене Кайл                             |
| 2015      | ф   | Прогулка по Миссисипи                  | Mississippi Grind                     | Симона                                    |
| 2015      | ф   | Чёрная месса                           | Black Mass                            | Кэтрин Грейг                              |
| 2015      | ф   | Высотка                                | High-Rise                             | Шарлотта Мелвилл                          |
| 2015      | ф   | Шеф Адам Джонс                         | Burnt                                 | Хелен                                     |
| 2015      | ф   | Между делом                            | Unfinished Business                   | Чак Портноу                               |
| 2016      | ф   | Затерянный город Z                     | The Lost City of Z                    | Нина Фосетт                               |
| 2016      | ф   | Закон ночи                             | Live by Night                         | Эмма Гульд                                |
| 2018      | ф   | Шпионская игра                         | The Catcher Was a Spy                 | Эстелла Хани                              |
| 2018      | ф   | Женщина в огне                         | American Woman                        | Дебора Каллахан                           |
| 2019      | с   | Самый громкий голос                    | The loudest voice in the room         | Бэт Эйлс                                  |
| 2019      | ф   | 21 мост                                | 21 Bridges                            | детектив Фрэнки Бёрнс                     |
| 2022      | с   | Анатомия скандала                      | Anatomy of a Scandal                  | Софи Уайтхаус                             |
| 2023      | с   | Экстраполяции                          | Extrapolations                        | Ребекка Ширер                             |
| 2023      | ф   | Она сказала «Да!»                      | My Mother's Wedding                   | Виктория                                  |
| 2024      | ф   | Горизонты: Часть первая                | Horizon: An American Saga – Chapter 1 | Фрэнсис Киттредж                          |
| 2024      | ф   | Горизонты: Часть вторая                | Horizon: An American Saga – Chapter 2 | Фрэнсис Киттредж                          |
| 2025      | ф   | Горизонты: Часть третья                | Horizon: An American Saga – Chapter 3 | Фрэнсис Киттредж                          |
|           | ф   | Мэдден                                 | Madden                                | Кэрол Дэвис                               |

## Интересные факты
- Сиенна Миллер участвовала в английской телепередаче «Top Gear» (сезон 13, эпизод 5), в которой трассу прошла за 1 минуту 49 секунд. Также она участвовала в эпизоде тестирования «Шкода Йети» в «Top Gear», где Джереми Кларксон «засунул» её в «бардачок» этой машины[42].

## Награды и номинации
| Награды и номинации                     | Награды и номинации | Награды и номинации                               | Награды и номинации                    | Награды и номинации |
| Награда                                 | Год                 | Категория                                         | Фильм                                  | Итог                |
| --------------------------------------- | ------------------- | ------------------------------------------------- | -------------------------------------- | ------------------- |
| Glamour                                 | 2006                | Театральная актриса года                          |                                        | Награда             |
| Glamour                                 | 2007                | Киноактриса года                                  |                                        | Награда             |
| Премия британского независимого кино    | 2008                | Лучшая актриса второго плана                      | Запретная любовь                       | Номинация           |
| Empire Awards                           | 2005                | Лучший дебют                                      | Красавчик Алфи, или Чего хотят мужчины | Номинация           |
| Environmental Media Awards              | 2007                |                                                   |                                        | Награда             |
| Независимый дух                         | 2008                | Лучшая женская роль                               | Интервью                               | Номинация           |
| Премия Лондонского кружка кинокритиков  | 2008                | Британская актриса года                           | Интервью                               | Номинация           |
| Золотая малина                          | 2010                | Худшая женская роль второго плана                 | Бросок кобры                           | Награда             |
| ShoWest Convention                      | 2009                | Лучшая актриса второго плана                      |                                        | Награда             |
| Golden Schamoes Awards                  | 2009                | Лучшая актриса                                    | Бросок кобры                           | Номинация           |
| Teen Choice Awards                      | 2003                | Выбор актрисы                                     | Кин Эдди                               | Номинация           |
| Teen Choice Awards                      | 2009                | Прорыв звезды — Актриса                           | Бросок кобры                           | Номинация           |
| Teen Choice Awards                      | 2010                | Выбор актрисы — Приключенческий фильм             | Кин Эдди                               | Номинация           |
| Womens Image Network Awards             | 2012                | Лучшая женская роль                               | Девушка                                | Номинация           |
| Sattelite Awards                        | 2012                | Лучшая женская роль                               | Девушка                                | Номинация           |
| Золотой глобус                          | 2013                | Лучшая женская роль в мини-сериале на телевидении | Девушка                                | Номинация           |
| BAFTA                                   | 2008                | Восходящая звезда                                 |                                        | Номинация           |
| BAFTA                                   | 2013                | Лучшая женская роль                               | Девушка                                | Номинация           |
| Critics Choice Television Awards        | 2013                | Лучшая актриса                                    | Девушка                                | Номинация           |
| Gold Derby Awards                       | 2013                | Лучшая актриса                                    | Девушка                                | Номинация           |
| Broadcasting Press Guild Awards         | 2013                | Лучшая женская роль                               | Девушка                                | Номинация           |
| Harpers Bazaar Women of the Year Awards | 2015                | Британская актриса года                           |                                        | Награда             |
| Central Ohio Film Critics Association   | 2015                | Лучший актёрский ансамбль                         | Охотник на лис                         | Номинация           |
| Denver Film Critics Society             | 2015                | Лучшая актриса второго плана                      | Снайпер                                | Номинация           |